# 프로테우스 4
프로테우스 4(Demon Seed)는 미국에서 제작된 도널드 캠멜 감독의 1977년 SF, 공포, 스릴러 영화이다. 줄리 크리스티 등이 주연으로 출연하였고 허브 자프 등이 제작에 참여하였다.

## 출연

### 주연
- 줄리 크리스티
- 프리츠 위버

### 조연
- 게리트 그라함
- 베리 크뢰거
- 루옌
- 래리 J. 블레이크
- 존 오리어리
- 알프레드 데니스
- 데이비스 로버츠

## 제작진
- 원작자: 딘 R. 쿤츠
- 협력프로듀서: 스티븐-찰스 자프
- 미술: 에드워드 C. 카르파그노
- 세트: 바바라 크리거
- 배역: 제니퍼 셜